# 马陆草
马陆草（学名：Eremochloa zeylanica），为禾本科蜈蚣草属下的一个种。种名zeylanica意为斯里兰卡的。